# Debi Nova
Deborah Nowalski Kader, được biết đến với nghệ danh Debi Nova (phát âm tiếng Tây Ban Nha: [ˈdeβi ˈnoβa]), là một ca sĩ-nhạc sĩ người Costa Rica cư trú tại Los Angeles.
bà đã tham gia vào sáu dự án được đề cử giải Grammy, bao gồm một bài hát khiêu vũ, "One Rhythm", đạt vị trí số một trên bảng xếp hạng Bài hát Câu lạc bộ Khiêu vũ Hoa Kỳ, được trình bày trong trò chơi video EA FIFA 2005. Bà đã hợp tác với các nghệ sĩ bao gồm Boney James, Mark Ronson, Q-Tip, Sérgio Mendes, Black Eyed Peas, Sean Paul, Ricky Martin, Franco De Vita và nhiều hơn nữa.

## Tuổi thơ
Debi sinh ngày 6 tháng 8 năm 1980 tại San José, Costa Rica và là người gốc Do Thá- Ba Lan. Bà bắt đầu chơi piano từ năm bốn tuổi và chơi nhạc cổ điển trong mười năm. Bà trở thành ca sĩ-nhạc sĩ và nhạc sĩ đa nhạc cụ ở tuổi 14. Bà chuyển đến Los Angeles năm 17 tuổi khi ký hợp đồng thu âm đầu tiên. Bà tốt nghiệp LAMA College for Music Professionals.

## Sự nghiệp
Nova bắt đầu với tư cách là một giọng ca chính cho Gandhi, người mà bà có cơ hội mở cho Deep Purple. bà cũng đã làm việc với Ricky Martin, người mà bà đã thu âm một phiên bản tiếng Tây Ban Nha của bài hát " I Don't Care ". Nova đã hát giọng hát nền cho Britney Spears trong bài hát "Lace and Leather", từ album Circus của cô.
Năm 2004, bà đã ghi được bài hát số một trên bảng xếp hạng Bài hát Câu lạc bộ Khiêu vũ Hoa Kỳ với "Một nhịp điệu". Một bản phối lại của bài hát đã được giới thiệu trên nhạc nền cho trò chơi video EA Sports FIFA Football 2005.
bà được đặc trưng trong các dự án của Illa J (anh trai của J Dilla) và Sa-Ra cũng như Kỹ thuật nhiệt đới của Urban Legend.
Vào ngày 20 tháng 4 năm 2010, bà đã ra mắt truyền hình Mỹ trên chương trình Dancing with the Stars. Nova cũng tham gia vào chiến dịch Colgate MaxWhite Charge Up The Music.
bà đã phát hành album phòng thu đầu tiên Luna Nueva vào năm 2010, trong đó có đĩa đơn " Drummer Boy ".
Năm 2011, MTV Latin America đã trao cho bà giải thưởng MTV Chiuku cho công việc của bà trong chiến dịch của Liên Hợp Quốc "UNITE chấm dứt bạo lực đối với phụ nữ" do UN Women tổ chức, và vào tháng 4 năm 2012, bà được bầu làm đại sứ của YUNGA (Liên minh Thanh niên và Liên hợp quốc toàn cầu).
Nova là một phần ba của nhóm "LR1" (tiếng Latin là Một) trong một thời gian, cùng với Jean Shepherd (của ban nhạc funk Latin, Navegante) và Velcro. Đĩa đơn "Maña y Corazón" của họ được sản xuất bởi Andres Levin và phát hành vào ngày 13 tháng 9 năm 2011, để khởi động Tháng Di sản Latino.
Nova đã được chọn là giọng nói chính thức của Đại hội Thể thao Trung Mỹ, San José 2013, với bài hát "Arriba Arriba" (Get Up, Get Up) và cũng được mời tham gia hội nghị TEDx Joven Pura Vida (Youth Pure Life), nơi bà chia sẻ câu chuyện, âm nhạc của mình và khuyến khích những người trẻ tuổi theo đuổi giấc mơ của họ.
Vào ngày 17 tháng 12 năm 2013, bà đã phát hành EP Un Dia a la Vez. Dự án hoàn toàn bằng tiếng Tây Ban Nha và được dùng làm bản xem trước cho album tiếp theo của cô, "SOY", được phát hành vào ngày 24 tháng 6 năm 2014. Album được sản xuất bởi nhà sản xuất đoạt giải Grammy, Cachorro López. Album đã phát hành bốn đĩa đơn, "Un Día A La Vez", "Amor", "Recentencia" và "Cupido". Sau đó được phát hành trong hai phiên bản, một phiên bản có ca sĩ người Puerto Rico Sie7e, và phiên bản còn lại là ca sĩ người Jamaica Reggae / Dancehall Ce'Cile.
SOY đã được đề cử tại Giải thưởng Grammy Latin 2014 trong hạng mục Album nhạc Pop mới hay nhất.
Vào năm 2016, Debi đã giành chiến thắng trong phiên bản Dancing with the Stars đầu tiên của Colombia.
bà đã phát hành album thứ ba Gran Ciudad vào năm 2017, trên Sony Music Latin mà bà được đề cử tại Latin Grammys 2017 trong hạng mục "Album Ca sĩ-Nhạc sĩ xuất sắc nhất". Bà đã biểu diễn đĩa đơn "No Nos Sobran Los Sebastos" tại chương trình tiền Grammy 2017.

## Danh sách đĩa hát

### Album phòng thu
- Luna Nueva (2010)
- Soy (2014)
- Gran Ciudad (2017)

### Đĩa đơn
| Năm  | Độc thân              | Vị trí biểu đồ đỉnh | Vị trí biểu đồ đỉnh | Vị trí biểu đồ đỉnh              | Vị trí biểu đồ đỉnh                                | Vị trí biểu đồ đỉnh                                                        | Album         |
| Năm  | Độc thân              | Mỹ nóng 100         | Mỹ <br id="mwcQ"><br> </br> Nóng bức <br id="mwcg"><br> </br> Nhảy <br id="mwcw"><br> </br> Người độc thân <br id="mwdA"><br> </br> Bán hàng | Mỹ </br> Nhảy </br> / Câu lạc bộ | Mỹ </br> Nóng bức </br> Nhảy </br> Câu lạc bộ chơi | Mỹ <br id="mwgA"><br> </br> Nhiệt đới <br id="mwgQ"><br> </br> /Điệu Salsa | Album         |
| ---- | --------------------- | ------------------- | --- | -------------------------------- | -------------------------------------------------- | -------------------------------------------------------------------------- | ------------- |
| 2004 | "Một nhịp điệu"       | -                   | 13 | 1                                | -                                                  | -                                                                          | Một nhịp điệu |
| 2010 | " Cậu bé đánh trống " | -                   | - | -                                | 5                                                  | 25                                                                         | Luna Nueva    |

### Tham gia
- 2002: Bạn sẽ không ở bên cạnh Norman Brown
- 2003: Ngày mai của Mark Ronson
- 2004: Đánh giá cao bởi Boney James
- 2005: Qué Más Da của Ricky Martin
- 2006: Vượt thời gian của Sergio Mendes
- 2008: Xiếc của Britney Spears
- 2014: Những người yêu thích Latin

### Phối hợp
- 2003: Chuyện quốc tế của Sean Paul
- 2003: Những bà gái Latin của The Black Eyed Peas
- 2005: Một nhịp điệu (Do Yard Riddim Mix), FIFA Football 2005
- 2011: Si Quieres Decir Adiós de Franco De Vita
- 2012: Một người phụ nữ
- 2018: Thiên đường de Barzo

### Buổi biểu diễn quan trọng
- 2017: Tiếng Latin Latin Grammy Pre-Show
- 2017: Bài hát Sofar từ một phòng & Ân xá quốc tế
- 2016: RiseUp AS ONE
- 2015: Sinh nhật lần thứ 80 của Dal Dal Lama
- 2015: Giải thưởng Nam Nam
- 2014: Những bài hát Sofar từ một phòng
- 2014: Người Latin Grammy của năm
- 2013: TEDx Pura Vida
- 2009: Dancing With The Stars
- 2010: So You Think You Can Dance
- 2010: Despierta America
- 2010: LARAS
- 2010: Hội nghị Giới trẻ Thế giới MX MX
- 2007: Hoa hậu Costa Rica
- 2005: Buổi trình diễn thời trang bí mật của Victoria Victoria (với Ricky Martin)

### PHIM có nhạc của Debi's
- 2017: Hombre de Fe: Al Frente
- 2016: Đệ nhất phu nhân của cuộc cách mạng: Guerrera
- 2015: Pr1mero de Enero: Volver a Comenzar
- 2015: Phụ tùng: Guerrero (Fonseca ft. Debi Nova)
- 2011: Từ Prada đến Nada: Cần 2 B Yêu thương
- 2006: Americano: Naturale
- 2005: Thủ tướng: Nằm thấp
- 2004: Những bà gái trung bình: Hãy để tôi đi

## Đóng phim

### Phim ảnh
| Năm  | Tựa đề           | Vai trò |
| ---- | ---------------- | ------- |
| 2016 | Primero de Enero | Cameo   |

### Truyền hình
| Năm  | Tựa đề                               | Vai trò    | Ghi chú                  |
| ---- | ------------------------------------ | ---------- | ------------------------ |
| 2010 | Do đó, bạn nghĩ rằng bạn có thể nhảy | Khách      | Hiệu suất                |
| 2010 | Nhảy múa cùng các vì sao             | Khách      | Hiệu suất                |
| 2016 | Bailando con las Estrellas Colombia  | Chính mình | Người chiến thắng        |
| 2016 | Khát vọng                            | Chủ nhà    | chương trình truyền hình |

## Phần thưởng và đề cử
| Năm  | Đề cử công việc | thể loại                          | Giải thưởng | Kết quả |
| ---- | --------------- | --------------------------------- | --- | ------- |
| 2011 | Chính mình      | Nghệ sĩ đột phá của năm           | style="background: #FDD; color: black; vertical-align: middle; text-align: center; " class="no table-no2"\|Đề cử                    |         |
| 2014 | SOY             | Album nhạc Pop đương đại hay nhất | Ngữ pháp Latinh \| style="background: #FDD; color: black; vertical-align: middle; text-align: center; " class="no table-no2"\|Đề cử |         |
| 2017 | Gran Ciudad     | Album ca sĩ-nhạc sĩ hay nhất      | style="background: #FDD; color: black; vertical-align: middle; text-align: center; " class="no table-no2"\|Đề cử                    |         |